# Franz Grünewald

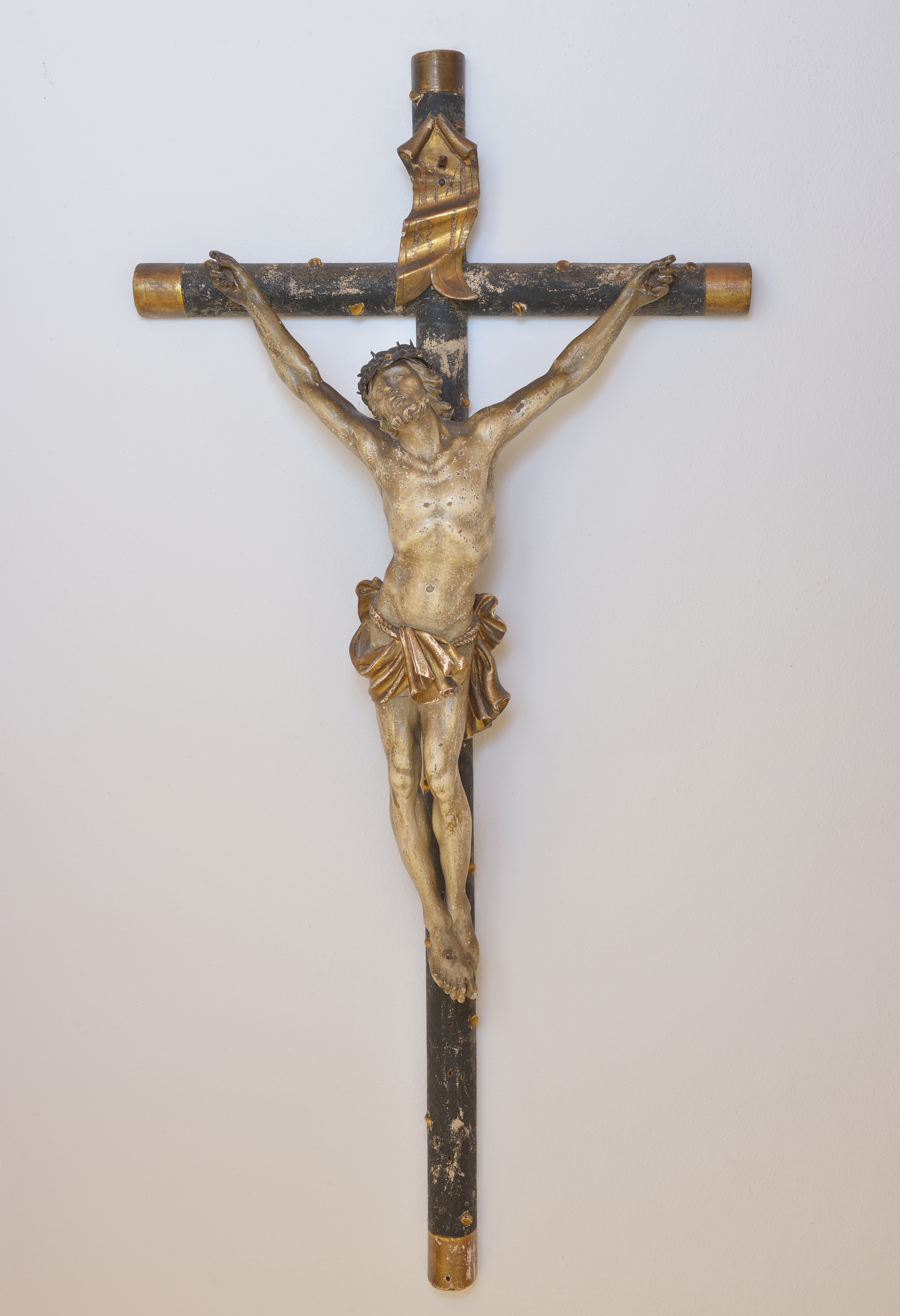
Ein Kruzifix, dem Bildhauer Franz Grünewald-Nudrëi zugeschrieben

Franz Grünewald (* 17. Jahrhundert; †  18. Jahrhundert, jeweils St. Ulrich in Gröden) war ein Südtiroler Bildhauer.
Er lebte am Hof Nudrëi in St. Ulrich. Von ihm ist bekannt, dass er Ende des 18. Jahrhunderts sechs Jahre lang die Akademie in Wien besuchte. Er begründete nach seiner Rückkehr in die Heimat eine neue Schule für die Christusschnitzer; durch fast ein Jahrhundert waren die Christusfiguren di Fronz’sch (nach dem Vornamens des Lehrmeisters im Wiener Dialekt) insbesondere in Frankreich sehr begehrt, und noch heute ist diese Bezeichnung bei einigen Nachkommen Grünewalds  üblich.